# Saint-Léger-aux-Bois (Oise)
Saint-Léger-aux-Bois ist eine französische Gemeinde mit 743 Einwohnern (Stand: 1. Januar 2022) im Département Oise in der Region Hauts-de-France. Sie gehört zum Arrondissement Compiègne und zum Kanton Thourotte. Die Einwohner werden Carolipontois genannt.

## Geographie
Saint-Léger-aux-Bois liegt etwa elf Kilometer nordöstlich von Compiègne. Die Oise bildet die nördliche Gemeindegrenze. Umgeben wird Saint-Léger-aux-Bois von den Nachbargemeinden Pimprez im Norden, Bailly im Nordosten, Tracy-le-Mont im Süden und Osten, Le Plessis-Brion im Südwesten sowie Montmacq im Westen.

## Bevölkerungsentwicklung
| Jahr      | 1962 | 1968 | 1975 | 1982 | 1990 | 1999 | 2006 | 2018 |
| Einwohner | 538  | 519  | 633  | 659  | 710  | 820  | 849  | 783  |

## Sehenswürdigkeiten
- Kirche Saint-Jean-Baptiste aus dem 11. Jahrhundert (siehe auch: Liste der Monuments historiques in Saint-Léger-aux-Bois (Oise))

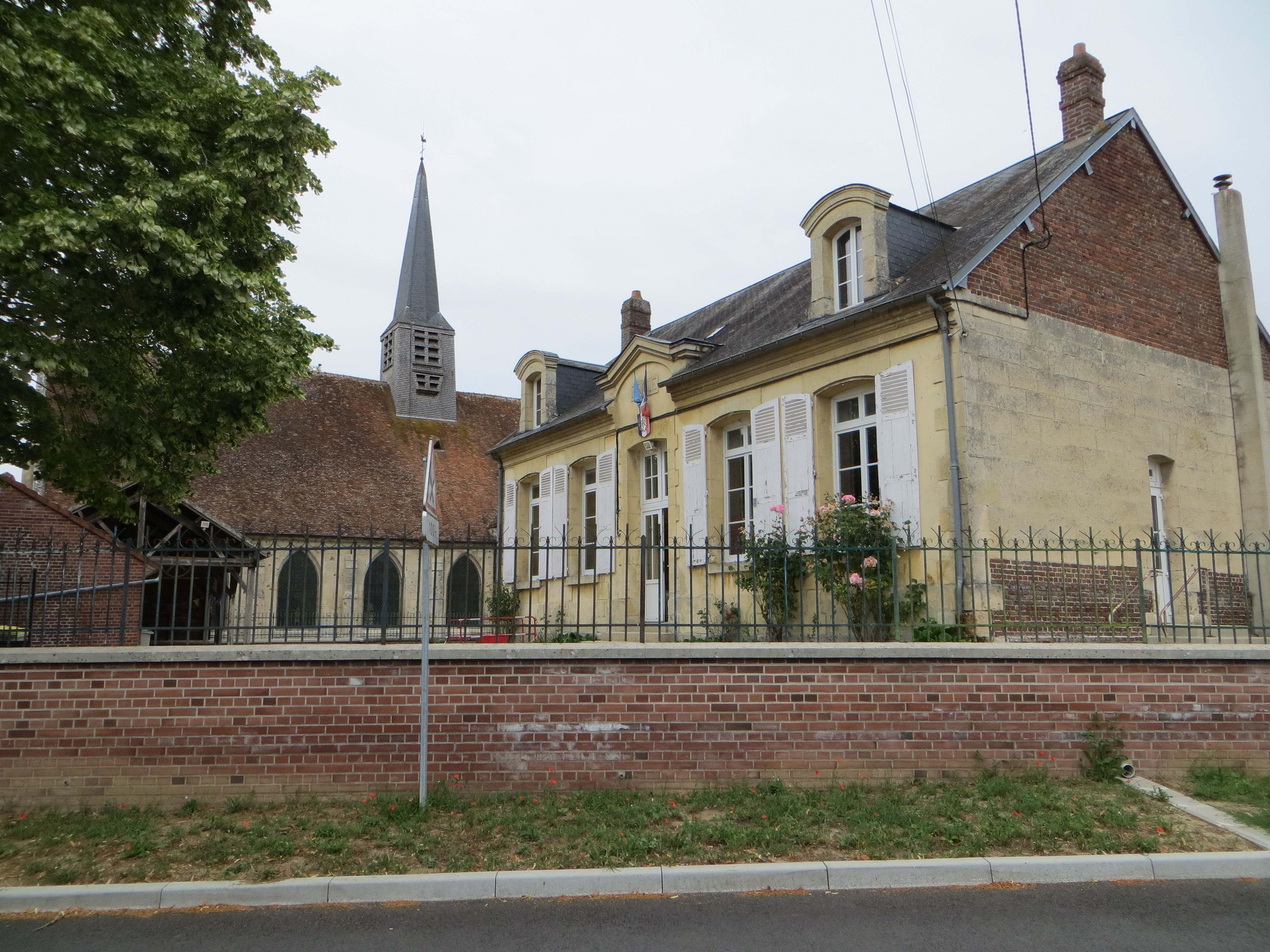
Mairie und Kirche Saint-Jean-Baptiste